# Dmitri Dovgalenok
Dmitry Dovgalyonok (em bielorrusso:  Дмитрий Александрович Довгалёнок, Minsk, 14 de dezembro de 1971) é um velocista bielorrusso na modalidade de canoagem.

## Carreira
Foi vencedor da medalha de Ouro em C-2 500 m em Barcelona 1992 junto com o seu colega de equipa Aleksandr Maseykov.